# Xenophrys spinata
Xenophrys spinata är en groddjursart som först beskrevs av Liu och Hu in Hu, Zhao 1973.  Xenophrys spinata ingår i släktet Xenophrys och familjen Megophryidae. IUCN kategoriserar arten globalt som livskraftig. Inga underarter finns listade i Catalogue of Life.